# Willy Kurant
Willy Kurant (Liège, 15 de fevereiro de 1934) é um diretor de fotografia belga.